# Álgya
Álgya je priimek več oseb:
- Alexander Álgya (1841—1907), avstro-ogrski general
- Zoltán Álgya-Pap, madžarski general